# Abadia de Pomposa

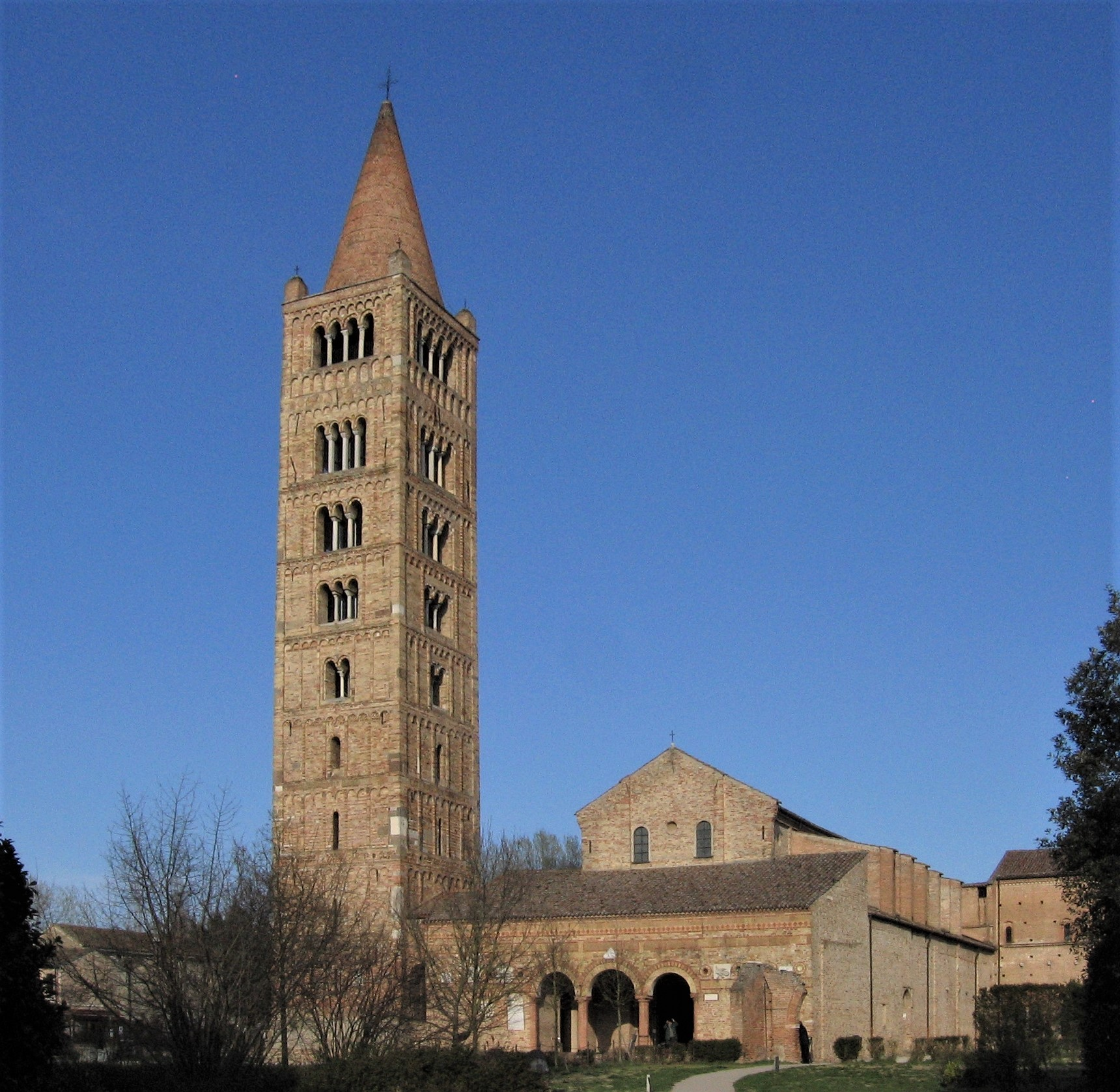
Abadia de Pomposa

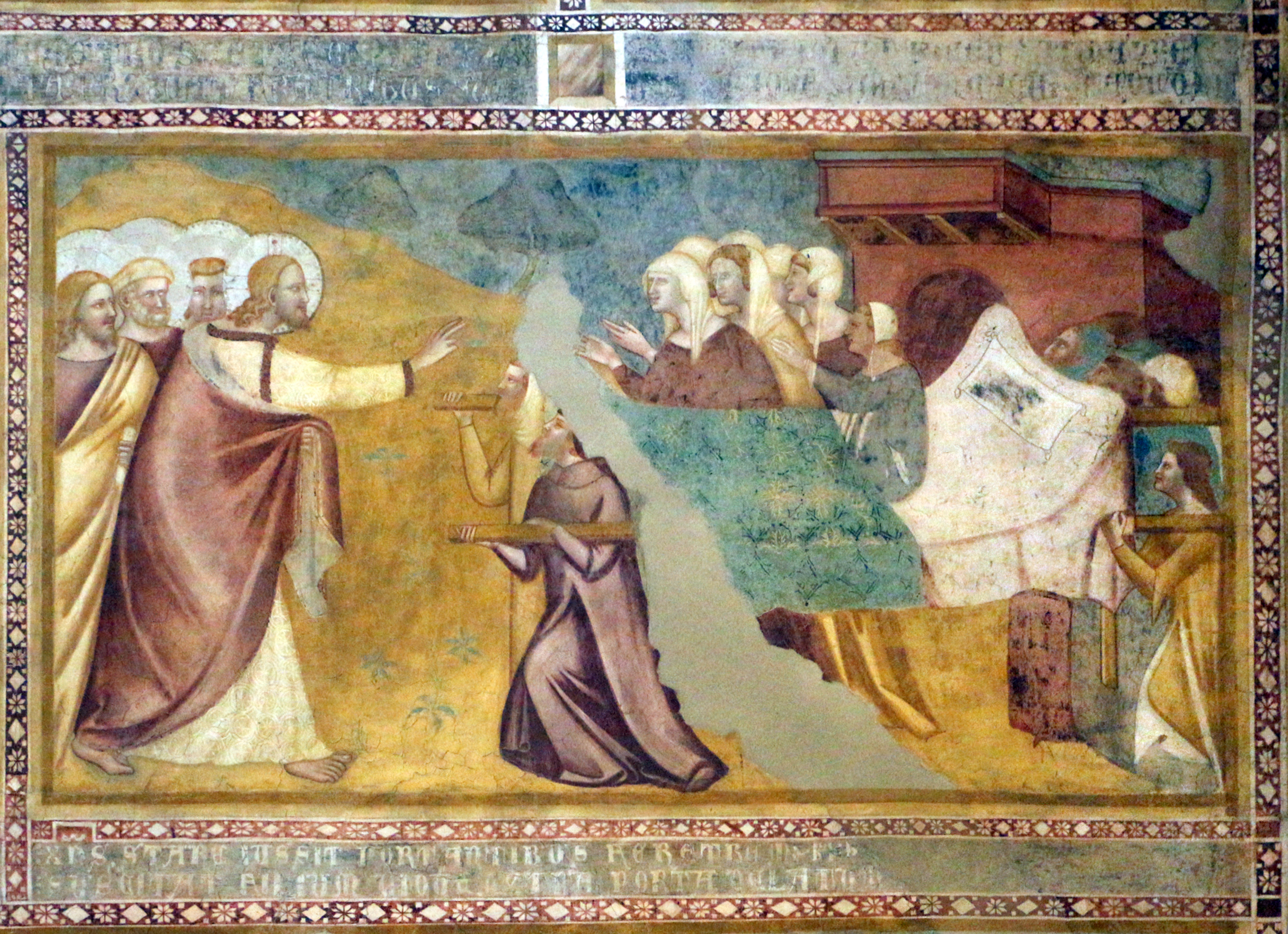
Fresco da ressurreição do filho da viúva de Naim

Pomposa Abbey é um mosteiro beneditino na comuna de Codigoro na Mar Adriático perto de Ferrara, Itália. As origens da abadia remontam aos séculos VI e VII, quando um assentamento beneditino surgiu na antiga Insula Pomposia, uma ilha arborizada cercada por dois braços do rio e protegida do mar. Após o ano 1000, iniciou-se o período de maior esplendor, tornando-se um próspero centro monástico dedicado a uma vida de oração e trabalho, cuja fortuna estava ligada à figura do abade San Guido. O mosteiro pomposiano acolheu figuras ilustres da época, entre as quais devemos lembrar Guido d'Arezzo, o monge que inventou a notação musical baseada no sistema de sete notas. Os amantes da arte antiga não devem perder a oportunidade de admirar na Basílica de Santa Maria um dos mais preciosos ciclos de afrescos de toda a província, inspirados na arte de Giotto, e o belo piso de mosaicos com incrustações de mármores preciosos, colocados entre os séculos VI e XII.